# Kresini
Kresini (en italien : Cresini) est une localité de Croatie située en Istrie, dans la municipalité de Žminj, dans le comitat d'Istrie. En 2001, la localité comptait 21 habitants.

## Démographie
| 1948 | 1953 | 1961 | 1971 | 1981 | 1991 | 2001 |
| ---- | ---- | ---- | ---- | ---- | ---- | ---- |
| 37   | 48   | 37   | 34   | 24   | 23   | 21   |